# Nueva Vulcano
Nueva Vulcano est un groupe musical espagnol, originaire de Barcelone, en Catalogne. 

## Histoire
Le groupe est formé par Artur Estrada, Wences Aparicio et Albert Guardia qui joue un genre de rock avec une sensibilité pop (reprises, refrains mélodiques, paroles hymnes, etc.). C'est un groupe avec un show live puissant, une référence des années 2000 à Barcelone,.

## Discographie
- 2004 : Principal primera (BCore)
- 2005 : Juego entrópico (BCore)
- 2006 : The Life and Times/Nueva Vulcano (CD split) (Trece Grabaciones)
- 2007 : Los días señalados (EP) (BCore)
- 2009 : Los peces de colores (BCore)
- 2013 : Todo por el bien común (EP) (BCore)
- 2015 : Novelería (BCore)
- 2016 : Nombres y apellidos (EP) (BCore)
- 2020 : Ensayo (BCore)
- 2021 : Suficientemente (single) (BCore)